# Dressmann

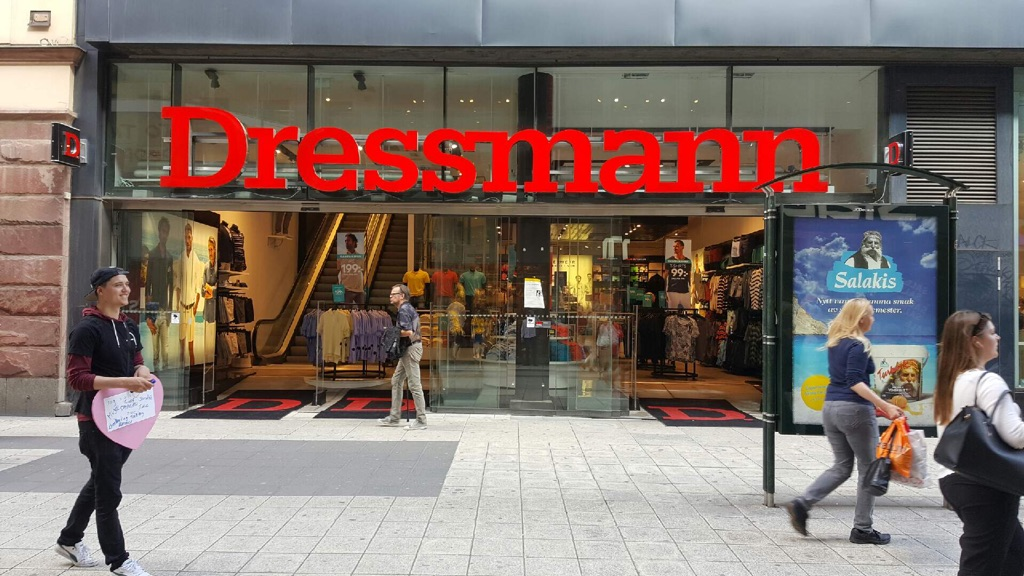
En butik på Drottninggatan i Stockholm.

Dressmann är en stor norsk klädkedja inom herrkläder och kedjan ägs av norska Varner-Gruppen. Kedjan har cirka 430 butiker i sju länder. Män 30-50 år står för cirka hälften av kedjans omsättning.

## Ekonomiska siffror
Omsättningen 2008 var 3071 Mkr, vinst 88 Mkr.
Omsättningen 2009 var 3213 Mkr, vinst 324 Mkr.

## Historia
Dressmann och Varner-Gruppen startade 1962 då Frank Varner öppnade en butik i Grünerløkka, (Oslo). Butiken bar då hans eget namn, Frank Varner. Namnet Dressmann började användas 1967. Verksamheten expanderade snabbt och de följande åren öppnades flera nya butiker. Dressmann har i dag 115 butiker i Norge. 1995 etablerades Dressmann utanför Norge i Riga, Lettland. Dressmann är idag Nordens största klädkedja inom herrkläder med 430 butiker i de nordiska länderna samt i Lettland och Tyskland . I början av 2011 inledde Dressmann ett samarbete med The Rolling Stones, detta medförde att den gamla logotypen byttes ut mot en ny variant.

## Dressmann i världen
Första butiken utanför Norge öppnades i Riga 1995, 1996 öppnades första butiken i Reykjavik. I Danmark öppnades första butiken 2003. 

### Sverige
1997 skickades Leiv Martinsen till Sverige för att sondera läget och kom tillbaka med en ambition att öppna 150 butiker, 2003 hade Dressmann 175 butiker. Omsättningen i Sverige har varit stabil på 1,3 miljarder sedan 2004 och resultatet 2009 var 324 miljoner SEK. I Dagens Industri 12 maj 2010 uttalar sig Martinsen att han vill fördubbla omsättningen till 2,6 miljarder på fyra år.
Starten i Sverige skedde genom ett övertagande av den svenska kedjan Hagenfeldt. 2010 hade Dressmann 177 butiker i Sverige. Omsättningen i Sverige var 2009 1352 Mkr, 2008 1304 Mkr. 

### Tyskland
Första butiken i Tyskland öppnades 2001, 2010 fanns det 12 butiker i Tyskland.

## Batistini
Batistini är Dressmanns före detta klädmärke. Nu använder Dressmann sitt eget märke inom alla varugrupper.